# 奇々怪々
『奇々怪々』（ききかいかい）はカートエンターテイメントプロデュース、企画・制作の舞台。
2009年12月に「奇々怪々〜もののけ達の夜〜」柿﨑裕治脚本・演出で、「新宿SPACE107」で上演したのが初演である。

## 概要
江戸時代の設定（「奇々怪々〜老ノ坂のもののけ達〜」のオフィシャルチラシには、安永8（1779）年とある）であり、雷雨の激しい夜に、古くからの街道にある荒れた小屋で初めて出会う様々な立場の老若男女たちが体験する怪奇現象を描いた物語。一夜のうちに起きる数々の奇妙な出来事が登場人物のキャラクターと相まって物語を盛り上げていく。それらの奇々怪々な出来事を乗り越えて、一行は朝を迎えることができるのか。というストーリーだが、「奇々怪々〜江戸の千本もみじ〜」は「奇々怪々〜老ノ坂のもののけ達〜」の3年後（天明3年11月）の設定、「奇々怪々〜箱根のしだれ桜〜」は更に2年後の天明5年の設定であり、それぞれが続編ともいえる内容になっている。

## 再上演
2013年に、六行会ホールで「奇々怪々〜老ノ坂のもののけ達〜」、2016年「奇々怪々〜江戸の千本もみじ〜」を六本木俳優座劇場で、2019年「奇々怪々〜箱根しだれ桜〜」を中目黒キンケロシアターにて上演した。
いずれも、ストーリー展開や登場人物に共通するものがあるが、それぞれが同じ作品の再演ではなく、続編のような少しづつ違う物語の設定となっており、初演の「奇々怪々〜もののけ達の夜〜」やその後の作品を観劇していなくても楽しめる内容となっている。

## 主な出演者（作品によって異なる）・五十音順
- 和泉元彌
- 井沢早希
- 石井秀
- 伊藤つかさ
- 伊吹剛
- 榎木薗郁也
- 鹿島良太
- 加納幸和
- さとう珠緒
- 島村明日果
- 竹島由夏
- 谷嶋颯斗
- 出合正幸
- 原川浩明
- 宮内洋
- 山口美砂
- 山田太一